# Lijst van weg- en veldkapellen in Stein
Dit is een onvolledige lijst van veldkapellen in de gemeente Stein. Kapelletjes komen vooral in het zuiden van Nederland voor en werden dikwijls gebouwd ter verering van een heilige.
| Kapel                                                | Adres                      | Plaats           | Bouwperiode | Architect      | Foto                                          |
| ---------------------------------------------------- | -------------------------- | ---------------- | ----------- | -------------- | --------------------------------------------- |
| Sint-Jozefkapel                                      | Margrietstraat-Marijkelaan | Berg aan de Maas | 1957        | T. Wenmakers   | Sint-Jozefkapel Berg aan de Maas              |
| Mariakapel                                           | Daalstraat                 | Catsop           | 1848        |                | Mariakapel Catsop                             |
| Kapel aan de Kaak                                    | Dorpstraat                 | Elsloo           | 1885        |                | Kapel aan de Kaak                             |
| Grafkapel familie De Geloes                          | Op de Berg 9               | Elsloo           |             |                | Grafkapel familie De Geloes                   |
| Moordkruiskapel                                      | Leutherhoekweg             | Maasband         |             |                | Moordkruiskapel Maasband                      |
| Onze-Lieve-Vrouw-van-de-Rozenkranskapel              | Grotestraat-Battenweg      | Meers            | 1989        |                | Onze-Lieve-Vrouw-van-de-Rozenkranskapel Meers |
| Mariakapel                                           | Den Hoekstraat             | Stein            | 19e eeuw    |                | Mariakapel Stein                              |
| Onze-Lieve-Vrouwe-ter-Noodkapel (Maria in Noodkapel) | Kapelbergweg               | Stein            | 1760        |                | Onze-Lieve-Vrouwe-ter-Noodkapel Stein         |
| Onze-Lieve-Vrouw-van-de-Rozenkranskapel              | Kelderstraat               | Stein            | 1929        |                | Onze-Lieve-Vrouw-van-de-Rozenkranskapel Stein |
| Sint-Barbarakapel                                    | Hoge Bergstraat            | Urmond           | 1952        | Eugène Quanjel | Sint-Barbarakapel Urmond                      |
| Kruiskapel                                           | Kampstraat-Bergstraat      | Urmond           | 1995        |                | Kruiskapel Urmond                             |
| Mariakapel (Bokkenrijderskapel)                      | Molenweg Zuid 81a          | Urmond           | 1755        |                | Bokkenrijderskapel                            |